# Quindalup
Quindalup är en ort i Australien. Den ligger i kommunen Busselton och delstaten Western Australia, omkring 200 kilometer söder om delstatshuvudstaden Perth.
Närmaste större samhälle är Busselton, omkring 18 kilometer öster om Quindalup. 
Trakten runt Quindalup består till största delen av jordbruksmark. Runt Quindalup är det glesbefolkat, med 13 invånare per kvadratkilometer. Genomsnittlig årsnederbörd är 1 201 millimeter. Den regnigaste månaden är maj, med i genomsnitt 210 mm nederbörd, och den torraste är januari, med 9 mm nederbörd.